# دينغ جوشيانغ
دينغ جوشيانغ (بالصينية: 邓卓翔) (24 أكتوبر 1988 بووهان في الصين - ) هو لاعب كرة قدم صيني في مركز الوسط. شارك مع منتخب الصين تحت 17 سنة لكرة القدم ومنتخب الصين تحت 20 سنة لكرة القدم ومنتخب الصين لكرة القدم. أما مع النوادي، فقد لعب مع جيانغسو سونينغ وشاندونغ لونينغ وشانغهاي غرينلاند شينهوا وWuhan Optics Valley F.C. ‏.

## وصلات خارجية
- دينغ جوشيانغ على موقع قاعدة بيانات كرة القدم.إي يو (الإنجليزية)
- دينغ جوشيانغ على موقع ناشيونال فوتبول تيمز (الإنجليزية)
- دينغ جوشيانغ على موقع Soccerway.com (الإنجليزية)